# Keynesianismo militar
El keynesianismo militar es una política económica basada en el aumento descomunal del gasto público por el gobierno en el área de defensa militar, en esfuerzo para incentivar el crecimiento económico, siendo una variación específica y particular del keynesianismo. Ejemplos típicos de este tipo de políticas son la Alemania nacionalsocialista, o los Estados Unidos durante y después de la Segunda Guerra Mundial, durante las presidencias de Franklin D. Roosevelt y Harry S. Truman.

## Aplicación

### Alemania nazi
Gran parte de la economía del Tercer Reich se había orientado hacia el armamentismo y en especial para preparar una eventual guerra con las naciones eslavas, en vez de dirigirse a producir bienes de consumo o hacia una expansión comercial.

### Estados Unidos
En Estados Unidos se aplicó esta teoría tras la Segunda Guerra Mundial, sobre todo durante las presidencias de  Franklin D.Roosevelt y Truman. Se considera que dura este periodo desde final de la II Guerra Mundial hasta el final de la Guerra de Vietnam.